# Maurycy Orański
Maurycy Orański, książę Nassau (w Holandii Maurits van Nassau) (ur. 14 listopada 1567 w Dillenburgu, zm. 23 kwietnia 1625 w Hadze) – książę Oranii-Nassau (1618–1625), syn Wilhelma Cichego i księżniczki Anny Saskiej. Urodził się w zamku Dillenburg. Imię odziedziczył po ojcu swej matki, elektorze saskim Maurycym.
Maurycy nigdy się nie ożenił, choć był ojcem nieślubnych dzieci z Margarethą van Mechelen i Anną van de Kelder. Został wychowany w Dillenburgu przez swego wuja Johana Nassau (Jana Starego). Razem ze swym kuzynem Wilhelmem (Willem Lodewijk) studiował w Heidelbergu, a później
wraz ze swym bratem Filipem Wilhelmem, księciem orańskim w Lejdzie, gdzie spotkał się z Szymonem Stevinem. Studia opłaciły mu stany Holandii i Zelandii, gdyż ojciec jego popadł w finansowe kłopoty, wydając całą fortunę w początkowych fazach powstania holenderskiego.

## Stadhouder
Gdy w 1584 w Delfcie został zamordowany jego ojciec, przejął po nim tytuł stadhoudera, pomimo tego, że tytuł ten nie był dziedziczny. W Holandii i Zelandii został stadhouderem w 1585, w Gelderland, Overijssel i Utrechcie w 1590, a w Groningen i w Drenthe w 1620 (po śmierci Wilhelma Lodewijka, który był stadhouderem tam i we Fryzji).

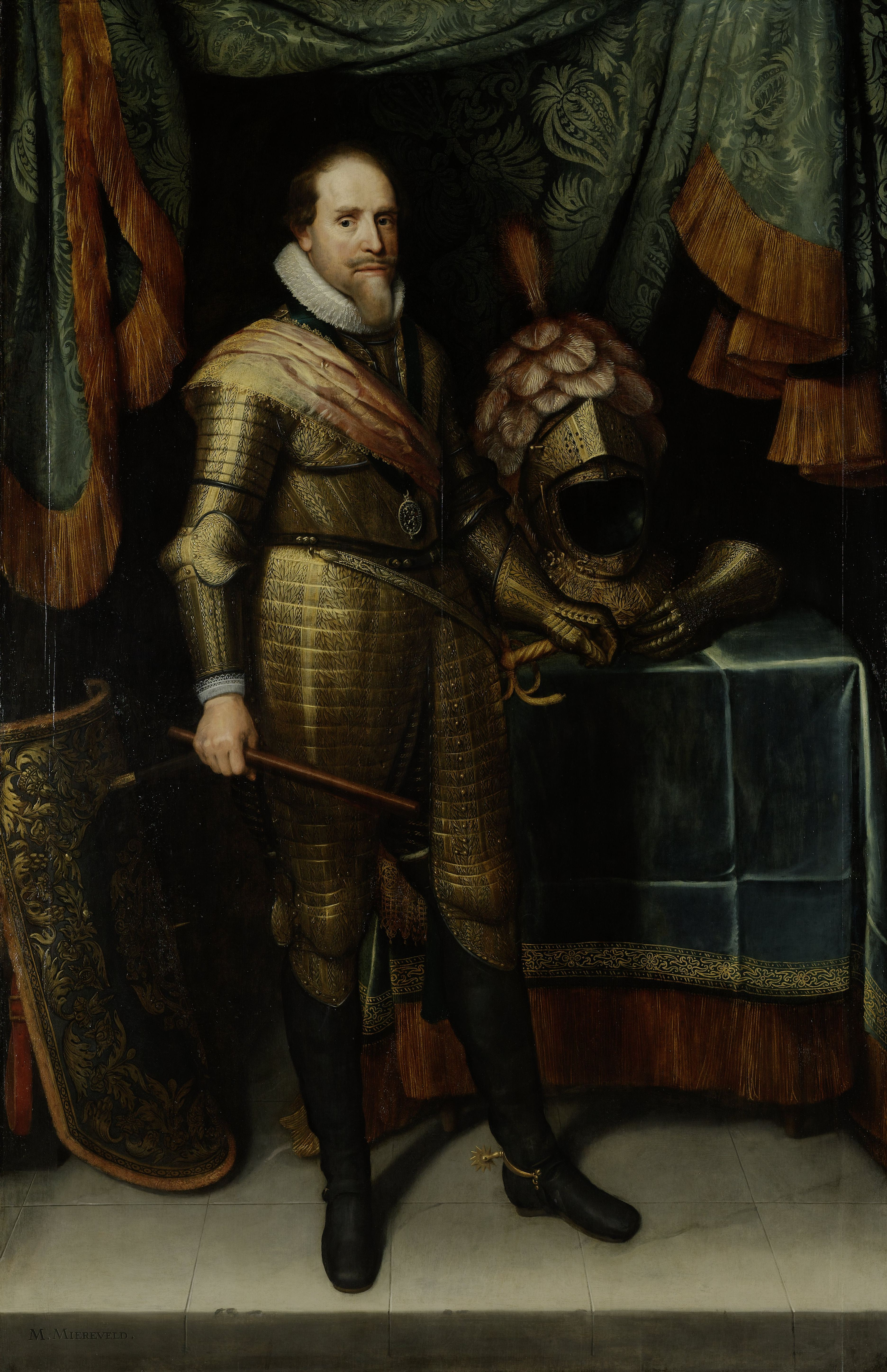
Maurycy Orański

W 1587 został wyznaczony na naczelnego wodza holenderskiej armii, z pominięciem Roberta Dudleya, hrabiego Leicester, który na wieść o tym wrócił do Anglii.
Książę przeistoczył powstanie przeciwko Hiszpanom w spójną, pełną sukcesów wojnę. Zreorganizował armię wspólnie z Wilhelmem Lodewijkiem, studiując historię wojskowości, strategię i taktykę, matematykę i astronomię, udowadniając sobie, że jest jednym z największych strategów swoich czasów. Zwracając szczególną uwagę na teorie oblężeń Szymona Stevina, zdobył kluczowe twierdze i miasta: Bredę w 1590, Nijmegen w 1591, Koevorden i Steenwijk w 1592, Geertruidenberg w 1593, Gronongen w 1594, Rheinbergen w 1597.
Jego zwycięstwa w kawaleryjskich bitwach pod Turnhout i Nieuwpoort (1600) przyniosły mu sławę i uznanie w całej Europie.
W latach 1601–1604 bronił Ostendy.

## Maurycy i Oldenbarnevelt
Maurycy objął swą protekcją Landsadvocaata (krajowy adwokat – rodzaj wysokiego urzędnika) van Oldenbarnevelta. Stopniowo jednak narastały coraz większe napięcia pomiędzy nimi.
Wbrew radzie Maurycego i nie zważając na jego protesty van Oldenbarnevelt zdecydował się podpisać 12-letni rozejm z Hiszpanią, który trwał od 1609 do 1621. Wymagane fundusze na utrzymanie armii i floty wojennej oraz ogólny przebieg działań wojennych były inną kwestią ciągłego sporu.
Z religijnymi problemami pomiędzy gomarystami (holenderscy kalwini) i arminianami, walka pomiędzy Van Oldenbarneveltem a Maurycym osiągnęła punkt kulminacyjny. Van Oldenbarnevelt został aresztowany, skazany i ścięty 13 maja 1619, pomimo licznych próśb o łaskę.

## Władza i śmierć
Od 1618 aż do śmierci Maurycy cieszył się nieograniczoną władzą w Holandii.
Maurycy nalegał na swego brata Fryderyka Henryka by się ożenił dla zachowania dynastii.

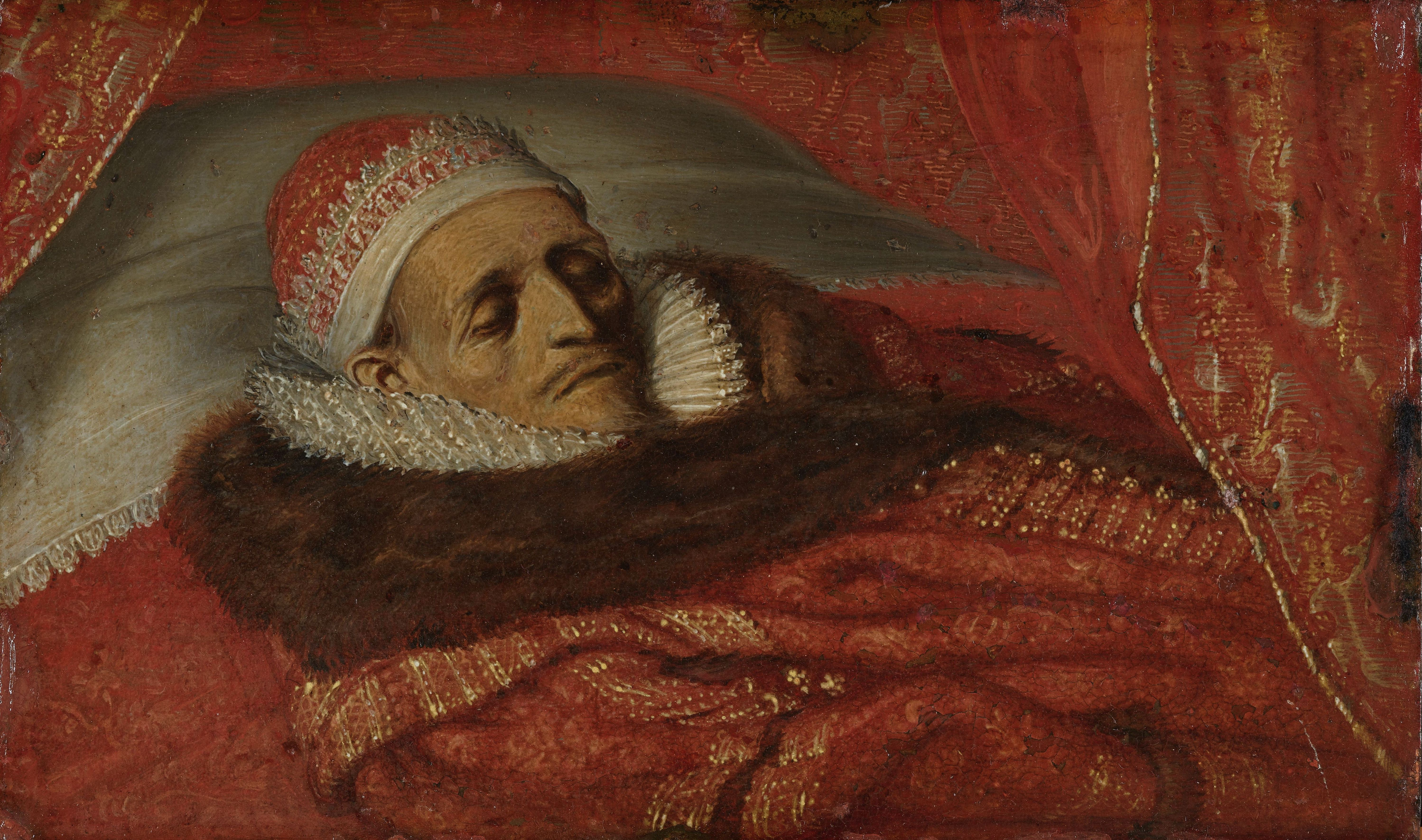
Maurycy Orański na łożu śmierci

W 1621 wojna została wznowiona, a Hiszpanie pod wodzą markiza Spinoli, zaczęli odnosić znaczące sukcesy, włączając zdobycie Bredy w 1625, rezydencji rodziny Nassau. Maurycy umarł 23 kwietnia 1625, gdy oblężenie Bredy wciąż trwało.
Maurycy Orański był wielkim reformatorem wojskowym. Miał nie tylko wielki wpływ na kształt armii holenderskiej, ale wywarł też ogromny wpływ na całą zachodnioeuropejską sztukę wojenną. Był autorem tzw. brygady niderlandzkiej, upowszechnił także w jeździe tzw. karakol.